# AMC-6
O AMC-6, também conhecido por Rainbow 2 e antigamente por GE-6, é um satélite de comunicação geoestacionário comercial construído pela Lockheed Martin. Ele está localizado na posição orbital de 139 graus de longitude oeste e foi operado inicialmente pela GE Americom, atualmente o mesmo é operado pela SES. O satélite foi baseado na plataforma A2100AX e sua expectativa de vida útil era de 15 anos.

## História
O satélite oferece cobertura para o território continental dos Estados Unidos, Canadá, ilhas do Caribe, sul da Groenlândia, América Central e América do Sul. Localizado em uma órbita geoestacionária paralela à costa leste dos Estados Unidos, o AMC-6 fornece serviços a clientes comerciais e governamentais, e é usado como uma plataforma de Internet, devido à sua cobertura e redundância de largura. Lançado como GE-6, ele foi renomeado para AMC-6, quando a SES assumiu a GE Americom em 2001, formando a SES Americom. Esta fundiu-se com a SES New Skies, em 2009, para formar a SES World Skies.

## Lançamento
O satélite foi lançado com sucesso ao espaço no dia 21 de outubro de 2000, às 22:00 UTC, por meio de um veículo Proton-K/Blok-DM3 a partir do Cosmódromo de Baikonur, no Cazaquistão. Ele tinha uma massa de lançamento de 3909 kg.

## Capacidade e cobertura
O AMC-6 está equipado com 28 transponders em banda Ku e 24 em banda C para garantir às empresas (governamentais e VSAT), mídia e serviços de entretenimento ao território continental dos Estados Unidos, Canadá, México, Caribe, América Central e América do Sul (feixe de Banda Ku direcionável).